# Grkaje
Grkaje en serbe latin et Gërkajë en albanais (en serbe cyrillique : Гркаје) est une localité du Kosovo située dans la commune/municipalité de Leposavić/Leposaviq, district de Mitrovicë/Kosovska Mitrovica. Selon des estimations de 2009 comptabilisées pour le recensement kosovar de 2011, elle compte 56 habitants, dont une majorité de Serbes.

## Géographie
Grkaje/Grkajë est situé à 12 km au sud-ouest de Leposavić/Leposaviq, sur la rive gauche de la rivière Ibar. Il fait partie de la communauté locale de Sočanica/Soçanicë.

## Démographie

### Évolution historique de la population dans la localité
| 1948 | 1953 | 1961 | 1971 | 1981 | 1991 | 2009 |
| ---- | ---- | ---- | ---- | ---- | ---- | ---- |
| 223  | 255  | 288  | 227  | 158  | 115  | 56   |

|  |